# Monety (Kowale Oleckie)
Monety (deutsch Monethen, 1938 bis 1945 Moneten) ist ein Dorf in der polnischen Woiwodschaft Ermland-Masuren und gehört zur Landgemeinde Kowale Oleckie (Kowahlen, 1938 bis 1945 Reimannswalde) im Powiat Olecki (Kreis Oletzko, 1933 bis 1945 Kreis Treuburg).

## Geographische Lage
Monrty liegt im Nordosten der Woiwodschaft Ermland-Masuren und nordwestlich des Jezioro Czarne (Schwarzer See). Bis zur Kreisstadt Olecko (Marggrabowa, 1928 bis 1945 Treuburg) sind es elf Kilometer in südöstlicher Richtung.

## Geschichte
Das kleine, vor 1785 Moneta, nach 1785 Monehten und bis 1938 Monethen genannte Dorf wurde im Jahre 1564 gegründet. Von regionaler Bedeutung war noch zu Beginn des 20. Jahrhunderts die große Ziegelei, die tausend Meter nordwestlich des Ortes stand.
Zwischen 1874 und 1945 war Monethen in den Amtsbezirk Schareyken (polnisch Szarejki) eingegliedert. Dieser – 1938 in „Amtsbezirk Schareiken“ umbenannt – gehörte zum Kreis Oletzko – 1933 bis 1945 „Landkreis Treuburg“ genannt – im Regierungsbezirk Gumbinnen der preußischen Provinz Ostpreußen. Im Jahre 1910 zählte Monethen 289 Einwohner.
Am 30. September 1928 vergrößerte sich die Landgemeinde Monethen um die Nachbargemeinde Gartenberg (bis 1909: Gortzitzen, polnisch Gorczyce) und Teilen von Daniellen (1938 bis 1945 Kleinreimannswalde, polnisch Daniele), die eingegliedert wurden. Die Zahl der Einwohner stieg bis 1933 entsprechend auf 405 und belief sich 1939 auf 333.
Aufgrund der Bestimmungen des Versailler Vertrags stimmte die Bevölkerung im Abstimmungsgebiet Allenstein, zu dem Monethen gehörte, am 11. Juli 1920 über die weitere staatliche Zugehörigkeit zu Ostpreußen (und damit zu Deutschland) oder den Anschluss an Polen ab. In Monethen stimmten 192 Einwohner für den Verbleib bei Ostpreußen, auf Polen entfiel keine Stimme.
Die Schreibweise des Ortsnamens änderte sich am 3. Juni 1938 in „Moneten“. Im Jahre 1945 kam der Ort mit dem ganzen südlichen Ostpreußen in Kriegsfolge zu Polen und trägt seither die polnische Namensform „Monety“. Das Dorf ist heute Sitz eines Schulzenamtes (polnisch Sołectwo) und eine Ortschaft im Verbund der Landgemeinde Kowale Oleckie im Powiat Olecki, bis 1998 der Woiwodschaft Suwałki, seitdem der Woiwodschaft Ermland-Masuren zugehörig.

## Kirche
Evangelischerseits war Monethen resp. Moneten bis 1945 in das Kirchspiel der Kirche in Schareyken (1938 bis 1945: Schareiken, polnisch Szarejki) eingepfarrt und gehörte zum Kirchenkreis Oletzko/Treuburg in der Kirchenprovinz Ostpreußen der Kirche der Altpreußischen Union. Heute gehören die evangelischen Einwohner Monetys zur Kirchengemeinde in Gołdap (Goldap), einer Filialgemeinde der Pfarrei in Suwałki in der Diözese Masuren der Evangelisch-Augsburgischen Kirche in Polen.
Die katholischen Kirchenglieder waren bis 1945 der Pfarrgemeinde in Marggrabowa (1928 bis 1945: Treuburg, polnisch Olecko) im Bistum Ermland zugehörig. Heute sind sie Teil der neu errichteten Pfarrei in Szarejki, die einem der beiden Dekanate in Olecko im Bistum Ełk (Lyck) der Katholischen Kirche in Polen zugeordnet ist.

## Verkehr
Monety liegt östlich der polnischen Landesstraße DK 65 (frühere deutsche Reichsstraße 132) und ist von ihr aus auf einer Nebenstraße erreichbar, die über Gorczyce (Gartenberg, bis 1909 Gortzitzen) nach Budki (Buttken) führt. Eine Bahnanbindung besteht nicht.